# Adobe Digital Editions
Adobe Digital Editions è un'applicazione di lettura di eBook, riviste, quotidiani e altre pubblicazioni digitali realizzata da Adobe. Il software supporta file di tipo PDF ed EPUB. L'applicazione desktop permette inoltre il trasferimento dei documenti su ebook reader, ad eccezione di quelli della famiglia Kindle. Attraverso un sistema di digital rights management proprietario, dal maggio 2008, l'applicazione permette la condivisione dei documenti su più dispositivi associandoli a un Adobe ID personale.
Le prime versioni di Adobe Digital Editions per i sistemi operativi Windows e Mac OS sono state rese disponibili il 19 giugno 2007. Fino alla versione 1.7.2 l'applicazione per Windows richiedeva per il funzionamento la versione 9.0 o superiore di Adobe Flash Player; a partire dalla versione 2.0, che si basa su .NET Framework 3.5, Flash non è più supportato.

## Digital rights management
Adobe Digital Editions utilizza il sistema di protezione antipirateria ADEPT (Adobe Digital Experience Protection Technology), che è inserito anche in alcuni lettori eBook. Il sistema permette di fruire dei contenuti protetti su un massimo di sei dispositivi autorizzati con lo stesso Adobe ID. L'editrice americana Barnes & Noble usa una variante dell'ADEPT.